# Complete MOMOE PREMIUM
『Complete MOMOE PREMIUM』（コンプリート・モモエ・プレミアム）は、山口百恵の24枚組CD-BOX。2007年9月30日発売。発売元はソニー・ミュージックダイレクト。Sony Music Shop独占販売。

## 解説
- 2003年に発売された『MOMOE PREMIUM』を更に充実させた、山口百恵スタジオ録音オール・ソング・コレクションの完全版。
- 店頭販売はされておらず、Sony Music Shopのサイトからの購入のみ。
- 『MOMOE PREMIUM』で施された24bit最新デジタル・リマスタリングを、更にマスターサウンド仕様でカッティング作業などを行った高音質版。
- 豪華ブックレットには、写真集20ページ（『A Face in a Vision』特典）が追加され、更にレコード、カセット、CD、ビデオ等すべての作品を網羅した初の完全ディスコグラフィーが付け足された。
- 特典のシングル・ジャケット・ブックレットには「東京の空の下あなたは」を追加。
- 『MOMOE PREMIUM』では復刻されなかった『花ざかり』の「飛騨の吊り橋」のイントロはフェードイン・バージョンで収録され、完全復刻となった。
- 『MOMOE PREMIUM』の特典ＣＤDisc-23（オリジナル・カラオケ10曲）は収納されず、Disc-23とDisc-24（「東京の空の下あなたは」）が今回は、オリジナルアルバム未収録のシングルA面B面、バージョン違い、ナレーションカット、SEカット、フェードアウト・バージョンなどの音源を収録し、これにより、山口百恵のスタジオ・レコーディングの曲が全て網羅されたBOXになった。（ただし、「曼珠沙華」と「清潔な恋」のシングル・バージョンは未収録）
- 特典ディスク（Disc-23、24）のみの『MOMOE PREMIUM update』も同時発売（ただし「東京の空の下あなたは」は『MOMOE PREMIUM』に収録されている為、未収録）。

## 収納作品
| 1. 『としごろ』 2. 『青い果実／禁じられた遊び』 3. 『15歳のテーマ 百恵の季節』 4. 『15歳のテーマ ひと夏の経験』 5. 『15才』 6. 『16才のテーマ』 7. 『ささやかな欲望』 8. 『17才のテーマ』 9. 『横須賀ストーリー』 10. 『パールカラーにゆれて』 11. 『百恵白書』 | 1. 『GOLDEN FLIGHT』 2. 『花ざかり』 3. 『COSMOS (宇宙)』 4. 『ドラマチック』 5. 『曼珠沙華』 6. 『A Face in a Vision』 7. 『L.A. Blue』 8. 『春告鳥』 9. 『メビウス・ゲーム』 10. 『不死鳥伝説』 11. 『This is my trial』 |

特典ディスク
| #   | タイトル                                           | 作詞 | 作曲・編曲 | 収録作品                              |
| --- | -------------------------------------------------- | ---- | ---------- | ------------------------------------- |
| 1.  | 「東京の空の下あなたは」                           |      |            |                                       |
| 2.  | 「あなたへの子守唄」                               |      |            | 『Again 百恵 あなたへの子守唄』       |
| 3.  | 「子守唄（ララバイ）」                             |      |            | 『オリジナル・サウンドトラック 古都』 |
| 4.  | 「一恵」                                           |      |            |                                       |
| 5.  | 「ロックンロール・ウィドウ」(シングル・バージョン) |      |            | 『メビウス・ゲーム』                  |
| 6.  | 「アポカリプス・ラブ」(シングル・バージョン)       |      |            | 『メビウス・ゲーム』                  |
| 7.  | 「謝肉祭」                                         |      |            |                                       |
| 8.  | 「イントロダクション・春」                         |      |            | 「謝肉祭」                            |
| 9.  | 「シニカル」                                       |      |            | 「愛の嵐」                            |
| 10. | 「スキャンダル（愛の日々）」                       |      |            | 「いい日旅立ち」                      |
| 11. | 「落葉の里」                                       |      |            | 「絶体絶命」                          |
| 12. | 「賭け」                                           |      |            | 「プレイバックPart2」                 |
| 13. | 「プレイバックPart1」                              |      |            | 『THE BEST プレイバック』             |
| 14. | 「たそがれ祭り」                                   |      |            | 『THE BEST プレイバック』             |
| 15. | 「乙女座 宮」(シングル・バージョン)                |      |            | 『COSMOS（宇宙）』                    |
| 16. | 「視線上のアリア」                                 |      |            | 「乙女座 宮」                         |
| 17. | 「赤い絆（レッド・センセーション）」               |      |            |                                       |
| 18. | 「口約束」                                         |      |            | 「赤い絆（レッド・センセーション）」  |

| #   | タイトル                                                 | 作詞 | 作曲・編曲 | 収録作品                          |
| --- | -------------------------------------------------------- | ---- | ---------- | --------------------------------- |
| 1.  | 「イミテイション・ゴールド」(シングル・バージョン)       |      |            | 『GOLDEN FLIGHT』                 |
| 2.  | 「夢先案内人」                                           |      |            |                                   |
| 3.  | 「春に吹かれて」                                         |      |            | 「夢先案内人」                    |
| 4.  | 「初恋草紙」                                             |      |            |                                   |
| 5.  | 「初恋時代」                                             |      |            | 『Best of Best 山口百恵のすべて』 |
| 6.  | 「ちっぽけな感傷」(シングル・バージョン)                 |      |            | 『15才』                          |
| 7.  | 「おかしな恋人」                                         |      |            | 「青い果実」                      |
| 8.  | 「ひと夏の経験」(ナレーション・カット・バージョン)       |      |            | 『15歳のテーマ ひと夏の経験』     |
| 9.  | 「ちっぽけな感傷」(ナレーション・カット・バージョン)     |      |            | 『15才』                          |
| 10. | 「名前のない時間」(ナレーション・カット・バージョン)     |      |            | 『15才』                          |
| 11. | 「慕情」(ナレーション・カット・バージョン)               |      |            | 『15才』                          |
| 12. | 「伊豆の踊子」(ナレーション・カット・バージョン)         |      |            | 『15才』                          |
| 13. | 「野菊の墓」(ナレーション・カット・バージョン)           |      |            | 『15才』                          |
| 14. | 「たけくらべ」(ナレーション・カット・バージョン)         |      |            | 『15才』                          |
| 15. | 「誰も愛せない」(ナレーション・カット・バージョン)       |      |            | 『15才』                          |
| 16. | 「少年の海」(ナレーション・カット・バージョン)           |      |            | 『16才のテーマ』                  |
| 17. | 「炎の前で」(ナレーション・カット・バージョン)           |      |            | 『16才のテーマ』                  |
| 18. | 「美え貝」(ナレーション・カット・バージョン)             |      |            | 『16才のテーマ』                  |
| 19. | 「お菓子職人」(エンディング・フェードアウト・バージョン) |      |            | 『百恵白書』                      |
| 20. | 「飛騨の吊り橋」                                         |      |            | 『花ざかり』                      |
| 21. | 「ドライフラワー」(エンディングSE・カット・バージョン)   |      |            | 『花ざかり』                      |
| 22. | 「E=MC2」(イントロ・クロス・カット・バージョン)          |      |            | 『メビウス・ゲーム』              |

## 関連作品
- MOMOE PREMIUM
- MOMOE PREMIUM update
- MOMOE LIVE PREMIUM